# Марино (Александровский район)
Марино — деревня в Александровском районе Владимирской области России, входит в состав Каринского сельского поселения.

## География
Деревня расположена в 3 км на юго-восток от центра поселения села Большое Каринское и 3 км на юг от города Александрова.

## История
Деревня образована после Великой Отечественной войны в составе Каринского сельсовета, с 2005 года — в составе Каринского сельского поселения. 

## Население
| 2002 | 2010 | 2021 |
| ---- | ---- | ---- |
| 72   | ↘67  | ↗156 |